# Nattō
Le nattō (納豆) est un aliment fermenté japonais traditionnel à base de graines de soja fermentées, consommé le plus souvent comme accompagnement du riz nature dans la cuisine japonaise, notamment au petit déjeuner.
Son aspect gluant ainsi que son odeur fermentée-ammoniaquée peuvent le rendre assez repoussant pour les non habitués.

## Histoire
La création des haricots de soja fermentés se fait d'abord en Chine, où ils sont appelés (en mandarin moderne) douchi (chinois : 豆豉 ; pinyin : dòuchǐ) ou tout simplement chi (chinois : 豉 ; pinyin : chǐ), fait à base de haricots de soja jaunes ou noirs que l'on innocule avec la moisissure Aspergillus oryzae, comme pour le miso ou la sauce soja. Ils se sont ensuite répandus dans l’ensemble de l'Asie de l'Est.
Les premières graines de soja fermentées apparaissent dans des documents datant du milieu de l'époque de Heian (794-1185), sous la forme de shiokara nattō (塩辛納豆, « nattō salé »). Importé de Chine et consommé dans les temples bouddhistes, il se prépare avec du kōji-kin ou Aspergillus oryzae, le champignon utilisé pour fermenter le saké et la sauce soja, et n'est pas collant, contrairement au nattō contemporain.
Le nattō actuel, ou itohiki nattō (糸引き納豆, « nattō filandreux »), aurait été découvert à la fin de l'époque de Heian par le samouraï Minamoto no Yoshiie. Lors d'une longue bataille, il aurait manqué de fourrage pour les chevaux de son armée, et aurait réquisitionné de grandes quantités de soja auprès des agriculteurs locaux. Après plusieurs jours, les fèves de soja auraient commencé à fermenter dans des sacs faits de paille de riz ; les soldats les auraient goutées, et appréciées.
La première trace écrite du nattō filandreux apparaît en 1405 dans le journal de l'aristocrate de Kyoto Yamashina (Fujiwara) Noritoki, sous l'appellation itohiki daizu (糸引き大豆, « soja filandreux »). Sa consommation se généralise à l'époque d'Edo (1603-1868).
Jusqu'à ce que le scientifique Jun Hanzawa découvre la bactérie intervenant dans le processus au début du XXe siècle, les Japonais préparaient leur nattō de façon individuelle, en enveloppant des fèves de soja bouillies dans de petits sachets de paille de riz. Il est depuis produit et consommé de façon industrielle.

## Fabrication
Les graines de soja entières sont mises à tremper, puis cuites à la vapeur. On les laisse ensuite fermenter pendant une journée après ensemencement d'une bactérie, Bacillus subtilis natto ou nattō-kin. On les conserve ensuite au frais une à deux semaines. Comme pour le yaourt, il est assez facile d'en fabriquer en ensemençant les graines cuites avec un reste de nattō.
On peut aussi ensemencer avec des spores vendues dans le commerce ou encore en utilisant du foin ou de la paille bouillie pendant 5 à 10 min (cette ébullition tue la majorité des bactéries ou des spores concurrentes mais épargne les spores de Bacillus subtilis qui sont très résistantes)[réf. nécessaire]. Cependant, l'élimination de bactéries concurrentes requiert des règles d'hygiène et un savoir-faire qu'il vaut mieux confier aux professionnels, car toute introduction de la flore présente sur la peau avant la fermentation est potentiellement dangereuse.

## Préparation et dégustation

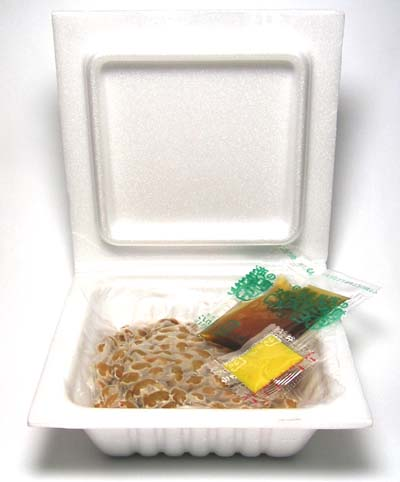
Boîte de nattō, telle qu'on les trouve dans le commerce chez la majorité des fabricants industriels.

Lorsqu'on utilise un produit industriel vendu en boîte, sorti du réfrigérateur, on enlève la pellicule de protection qui le recouvre et on le fouette une minute avec la pointe des baguettes, en évitant soigneusement le contact des doigts à cause de la matière gluante qui est très collante. Quand il a pris une consistance mousseuse, on lui ajoute la moutarde karashi  et la sauce de soja avant de remuer le tout une dernière fois. À la place on peut aussi ajouter de la sauce ponzu.
On peut alors le verser sur un bol de riz chaud avec lequel il se marie idéalement. Les fins gourmets enveloppent les bouchées de riz garnies avec des tronçons de feuilles de nori. On peut aussi l'enrichir d'un œuf cru ou tout autre accompagnement comme tsukudani, umeboshi, etc.
Les nutritionnistes conseillent toutefois d'éviter d'y adjoindre la sauce de soja, parce qu'elle annihile en partie les bienfaits du bacille sur la flore intestinale[réf. nécessaire].
L'utilisation de ces boîtes a l’inconvénient de produire une grande quantité de déchets (boîte en polystyrène, deux sachets en plastique, un film plastique recouvrant le nattō et un film plastique empaquetant ces boîtes, généralement par 3 ou 4). Elles sont vendues dans des congélateurs, et peuvent être conservées au réfrigérateur pendant quelques jours.

## Valeur nutritive
Le nattō est essentiellement un produit de la fermentation des graines de soja. Le Bacillus natto produit de la vitamine K2 faisant du nattō une source naturelle extrêmement riche en vitamine K2.
Valeur nutritionnelle pour 100 g de nattō cuit :
- Protéines : 17,7 g
- Lipides : 11 g (AGS = 1,6 g)
- Glucides : 14,4 g (glucides simples = 4,9 g)
- Fibres : 5,4 g

C'est un aliment très nutritif car les protéines du soja sont non seulement conservées mais partiellement décomposées en peptides et acides aminés plus digestes. Par contre, la plupart des sucres solubles étant éliminés par la fermentation, il ne provoque pas la flatulence habituelle des féculents en général et des haricots en particulier.
Enfin, à l'instar des Lactobacillus bifidus ou bulgaricus du yaourt, le Bacillus natto a des effets bénéfiques démontrés sur la flore intestinale [réf. nécessaire].

## Recherche scientifique
L'hebdomadaire genevois Hebdo Web (section « Genève Home Informations ») a publié le 3 décembre 2008 un article intitulé « La nouvelle vitamine K2 combat la calcification vasculaire et l'ostéoporose ! » qui fait référence à des chercheurs japonais et au centre Erasmus aux Pays-Bas. En bref, la vitamine K2, ou ménaquinone, stimule l'hormone ostéocalcine, laquelle fixe le calcium dans l'organisme. Elle active également la protéine MGP (Matrix gla protein (en)), qui évacue l'excès de calcium. D'après cet article, le nattō est la meilleure source de vitamine K2, avant le miso.

## Gastronomie

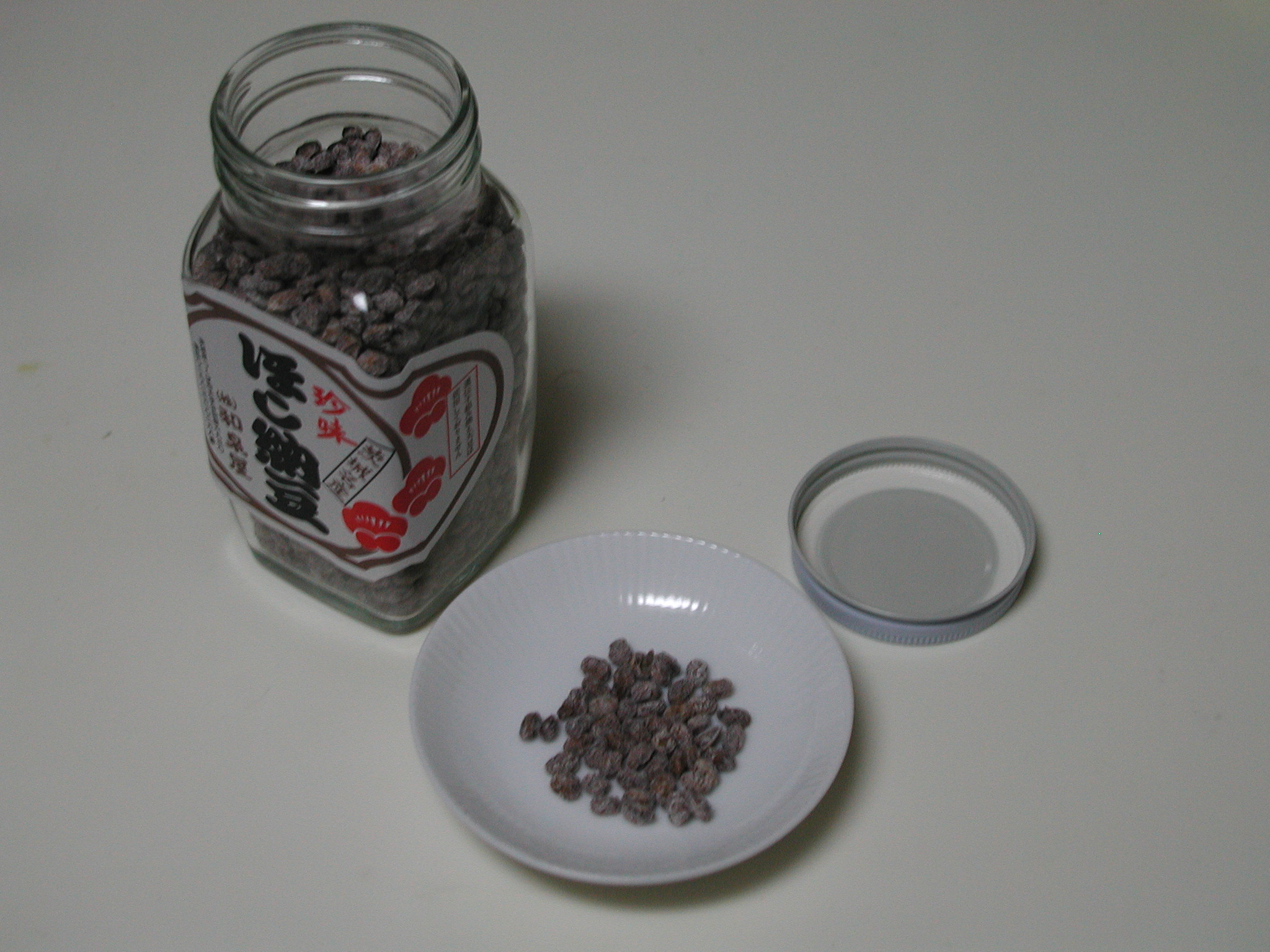
Nattō séché.

Le nattō peut être dégusté sous d'autres formes, plus élaborées :
- nattōjiru (納豆汁?), soupe de nattō,
- nattō maki (納豆巻き?), makizushi au nattō,
- hoshi nattō (干し納豆?), nattō séché,
- soboro nattō (そぼろ納豆?), spécialité de la préfecture d'Ibaraki où le nattō est mélangé avec une julienne de daikon séché et de la sauce soja,
- glace au nattō.